# Théorème d'Orlicz-Pettis
En analyse fonctionnelle (mathématique), le théorème d'Orlicz-Pettis établit un lien, pour une série dans un espace de Banach, entre la convergence des sous-séries pour la topologie faible et pour la topologie forte (celle de la norme) :

Pour une série {\displaystyle \Sigma _{n}x_{n}} dans un espace de Banach, si toutes les sous-séries {\displaystyle \Sigma _{m}x_{n_{m}}} ({\displaystyle n_{0}<n_{1}<n_{2}<\ldots }) sont faiblement convergentes alors elles le sont aussi fortement, autrement dit la série est inconditionnellement convergente.
Ce théorème a été démontré en 1929 par Władysław Orlicz dans le cas d'un espace vectoriel normé faiblement séquentiellement complet puis, indépendamment, en 1938 par Billy James Pettis dans le cas général. Des preuves modernes utilisent l'intégrale de Bochner. À l'inverse, c'est justement la théorie des intégrales à valeurs vectorielles qui motivait Pettis pour ce théorème. Ce résultat a connu toute une série de généralisations. Par exemple pour une série dans un espace localement convexe, si toutes les sous-séries convergent faiblement alors elles convergent pour la topologie de Mackey (en). 